# 南存辉

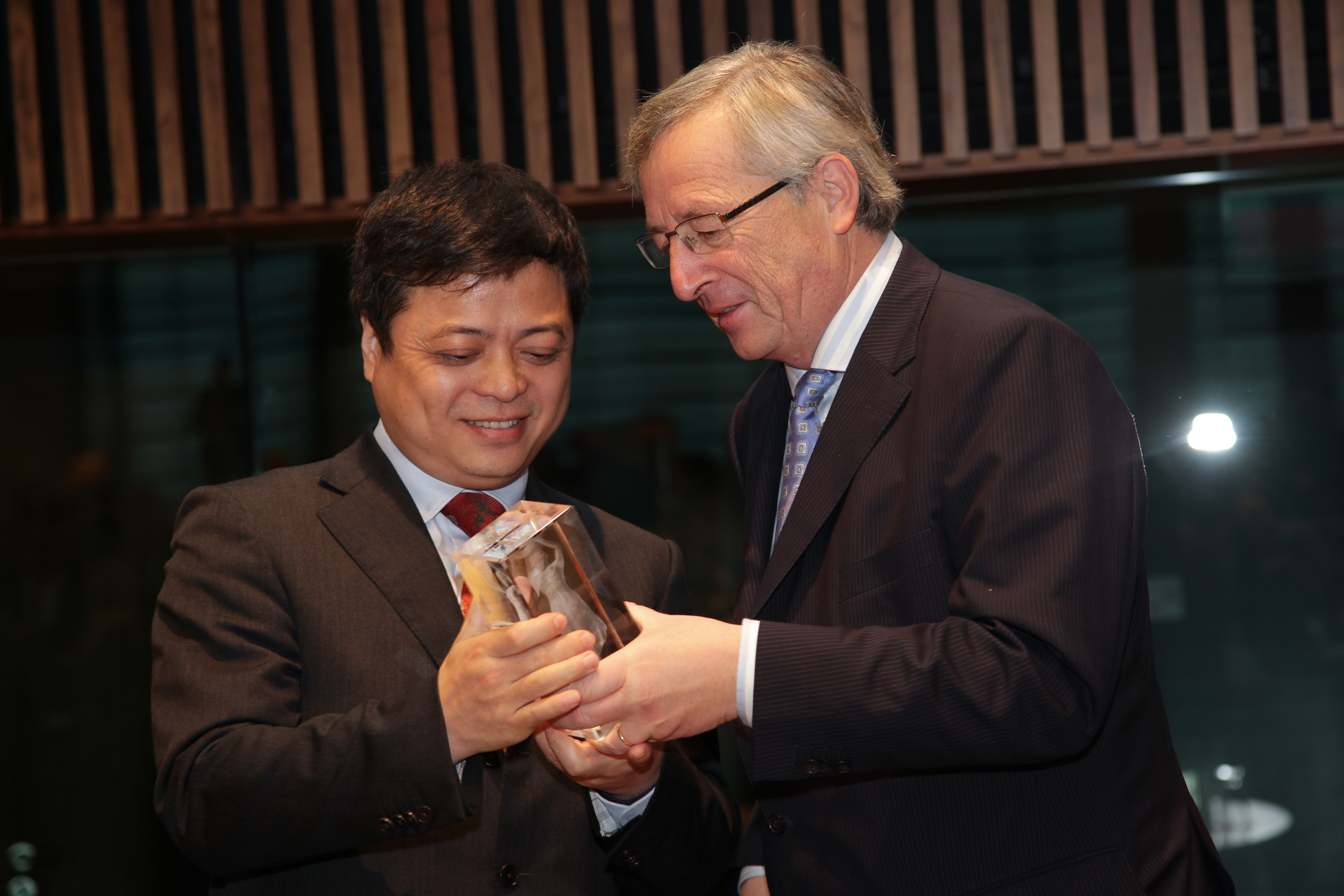
南存辉（左），2010年

南存辉（1963年7月9日—），浙江乐清人，汉族，中华人民共和国企业家及政治人物。

## 生平
毕业于北京商学院企业管理专业。1984年，他和胡成中合办求精电器开关厂，1991年开关厂分设两个工厂，南存辉控制的一厂改制为“温州正泰电器有限责任公司”。现担任正泰集团股份有限公司董事长兼总裁。2008年起担任全国人大代表。2018年1月，当选第十三届全国政协委员。